# Sympetrum speciosum
Sympetrum speciosum – gatunek ważki z rodziny ważkowatych (Libellulidae). Występuje w Azji – w Japonii, na Tajwanie, w Mongolii, Chinach, Korei Północnej i Południowej, północnym Wietnamie, północnych i wschodnich Indiach, Bhutanie i Nepalu.
W 2020 roku Kalkman et al. wykazali, że takson Sympetrum haematoneura z rejonu Himalajów jest młodszym synonimem Sympetrum speciosum. Oparli się m.in. o badania Sasamoto et al. (2018), które dowiodły, że różnice morfologiczne między tymi taksonami są minimalne, nie ma też między nimi wyraźnych różnic w materiale genetycznym. Kalkman et al. uznali też, że gatunek ten jest monotypowy (wcześniej oprócz podgatunku nominatywnego wyróżniano podgatunek Sympetrum speciosum taiwanum).